# Munspelet

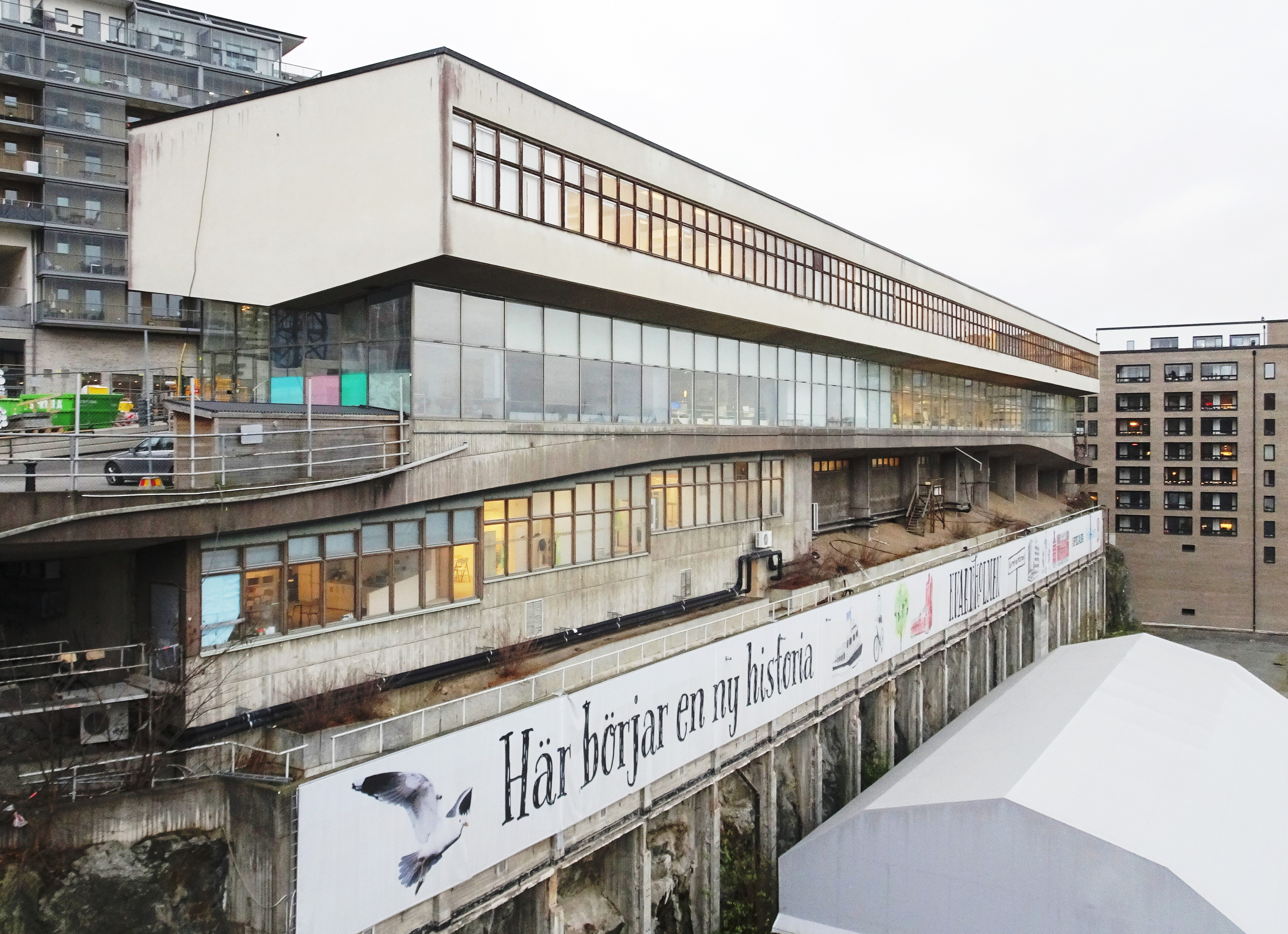
Munspelets fasad mot Stockholms inlopp i november 2021.

Munspelet (fastighet Nacka Sicklaön 38:2) kallas en kulturhistoriskt värdefull kontorsbyggnad vid Kvarnholmsvägen 75–79 (tidigare Tre Kronors väg) på Kvarnholmen i Nacka kommun. Huset uppfördes 1966 efter ritningar av arkitekterna Olof Thunström och Claes Tottie och är sedan 2016 ett lagskyddat byggnadsminne. Byggnadens långt drivna modernistiska arkitektur är spektakulär främst genom sin placering och genom den ursprungligen öppna entrévåningen.

## Byggnadsbeskrivning

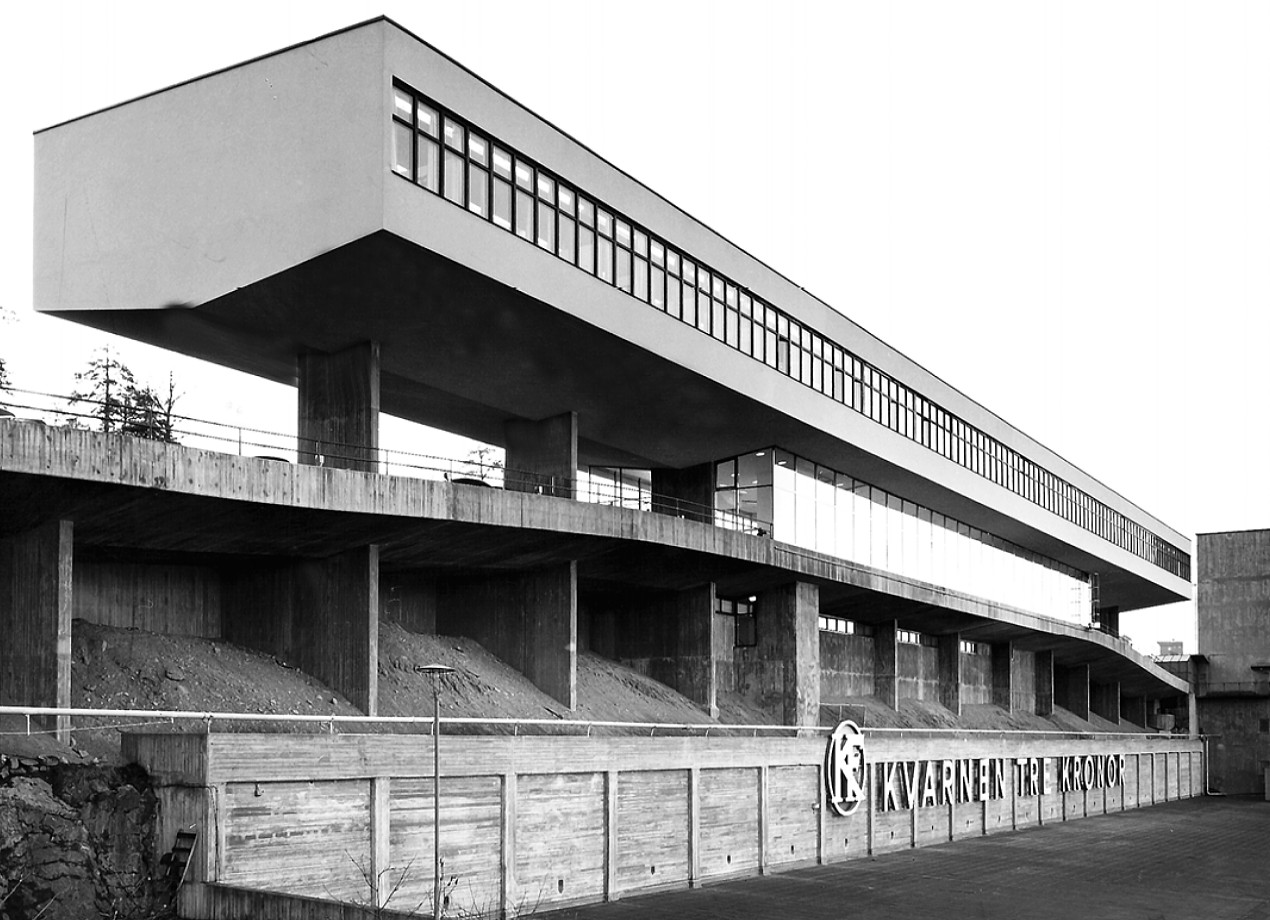
Munspelets ursprungliga utseende, 1966.

Sitt säregna namn Munspelet fick byggnaden på grund av sin långsträckta form med långa fönsterband som påminner om ett munspel. Huset uppfördes 1964 till 1966 efter ritningar av Kooperativa förbundets arkitektkontor (KFAI). Byggnadens arkitektur skapades av KFAI:s arkitekt Olof Thunström (skisser) och efter dennes död 1962 av hans svärson och närmaste medarbetare Claes Tottie som stod för bygglovs- och arbetsritningarna och följde idéskissen nära. 
Placeringen är längst fram vid stupet mot Stockholms inlopp med ett undre, ursprungligen något kortare entréplan helt i glas som balanserar på ett bågformat fundament. Våningen var avsedd som utställningslokal. Därunder fanns en souterrängvåning med serviceutrymmen. Den övre våningen inhyste kontor och består av en dryg 100 meter lång och något utkragad volym som vilar på 10 romboida pelare i betong. Planet liksom ”svävar” över entrévåningen. Här fanns ett flexibelt väggsystem för cellkontor bestående av flyttbara väggenheter och demonterbara glaspartier med stålprofiler.
Övervåningen accentuerades av ett hophängande fönsterband längs med båda långsidor. Det är framförallt det omsorgsfulla utförandet in i minsta detalj som bidrar till att det djärva arkitektoniska greppet håller än idag. Enligt kommunens stadsbyggnadskontor har bottenvåningens inbyggnad från 1974 påverkat byggnadens ursprungliga gestaltning negativt. I samband med nydaningen av Kvarnholmen föreslås i gällande detaljplan att Munspelets fasader ”skall återgå till ursprungligt utseende och en restaurering skall syfta till ett återställande som framhäver det svävande uttrycket i överbyggnaden och sockelns bågform”.
Huset fungerade ursprungligen som huvudkontor för KF:s kvarnverksamhet. I början av 2000-talet hade Nackademin och Qvarnholmsskolan sina lokaler i byggnaden. Munspelet används för närvarande (2021) som projektkontor för Kvarnholmen Utveckling och som platskontor för byggföretagen under nydaningen av Kvarnholmen. Därefter kommer Munspelet att genomgå en omfattande renovering för att inrymma restaurang, konferenslokaler och kontor samt en stor terrass.
I samband med att Kvarnholmen byter skepnad från industriområde till en plats för boende, kultur och arbete kommer byggnaden att förlängs med en nybyggnad ner till kajen som blir ett nytt kultur- och eventcenter.

## Bilder

Exteriör
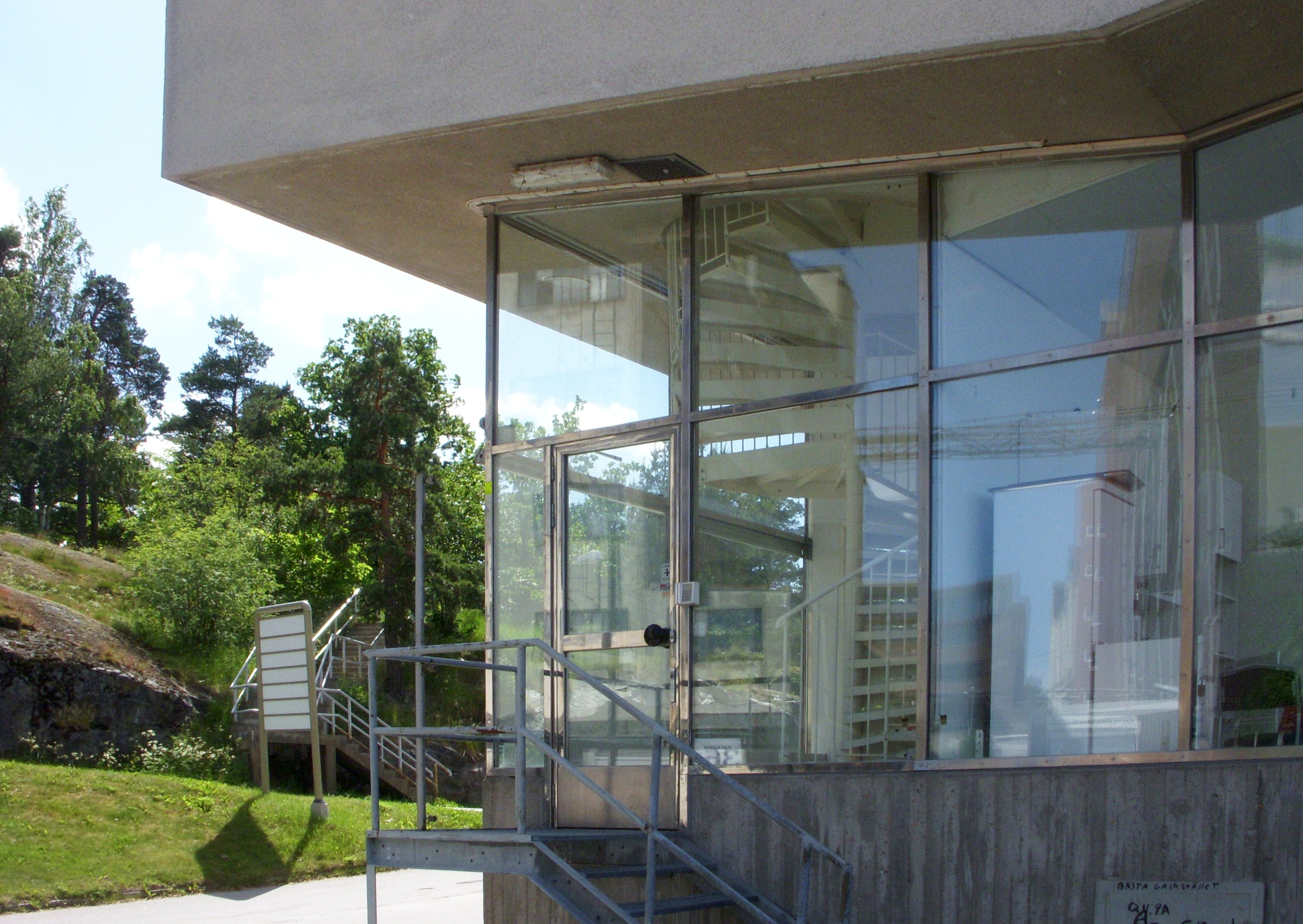
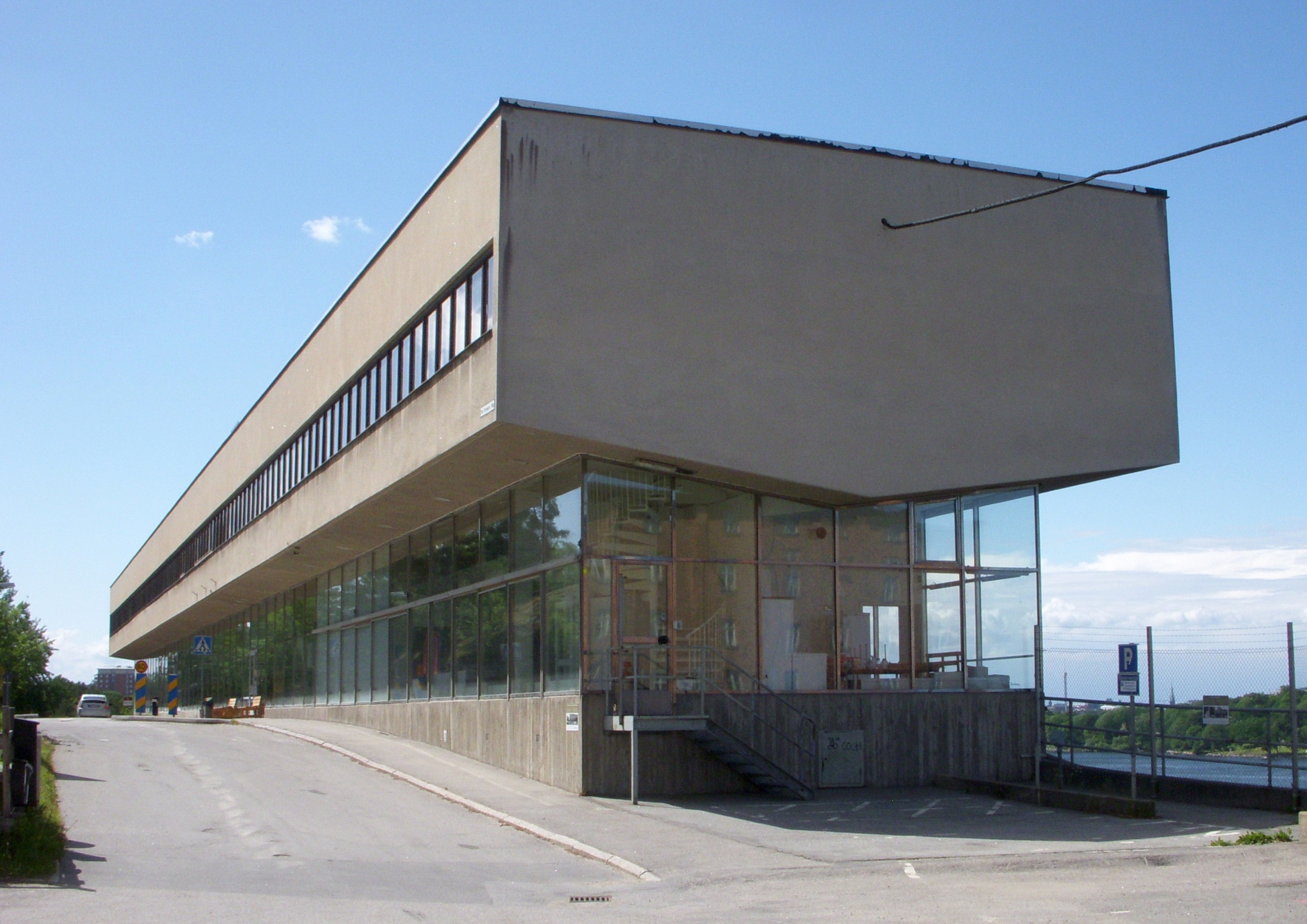
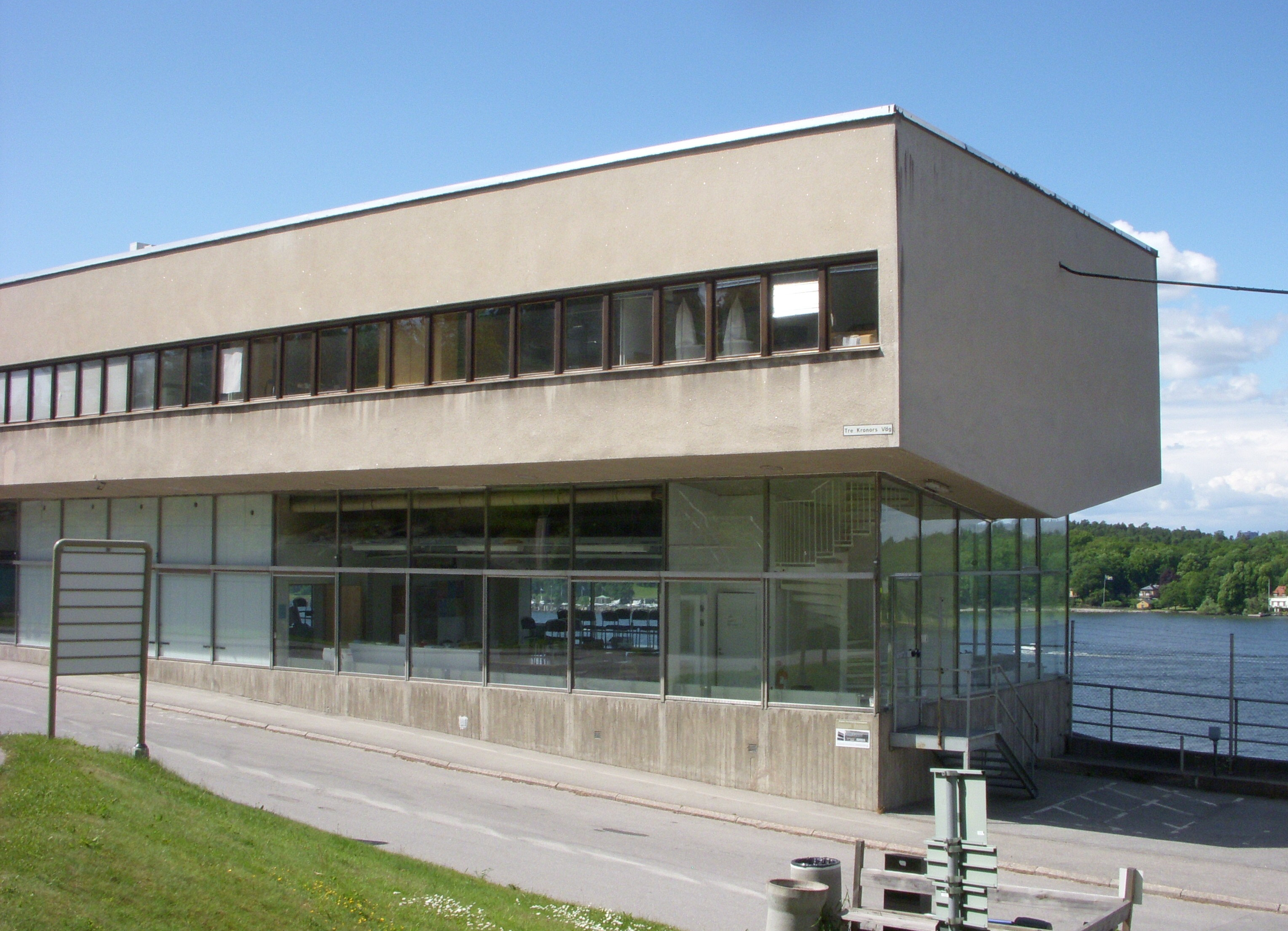
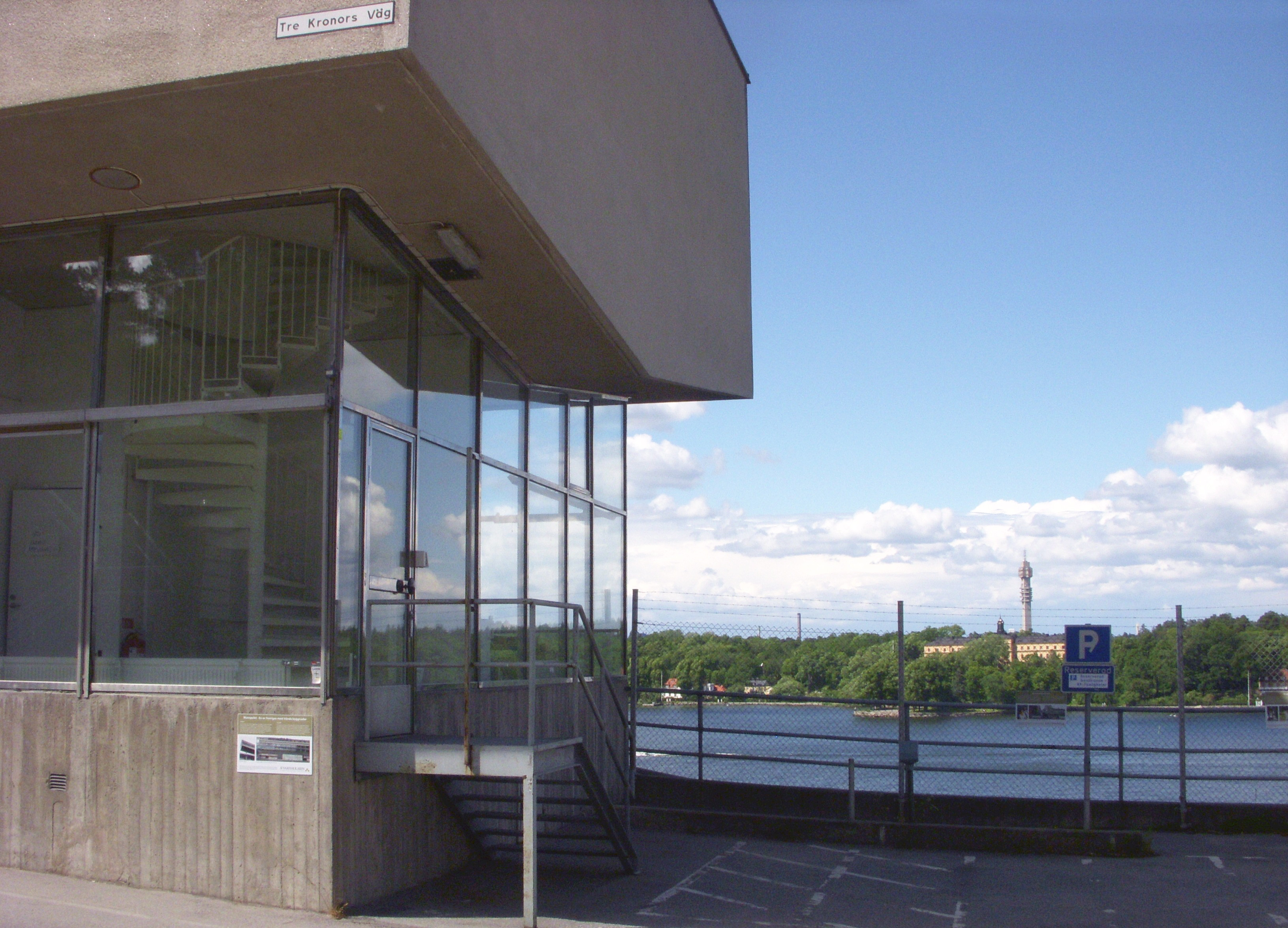

Interiör
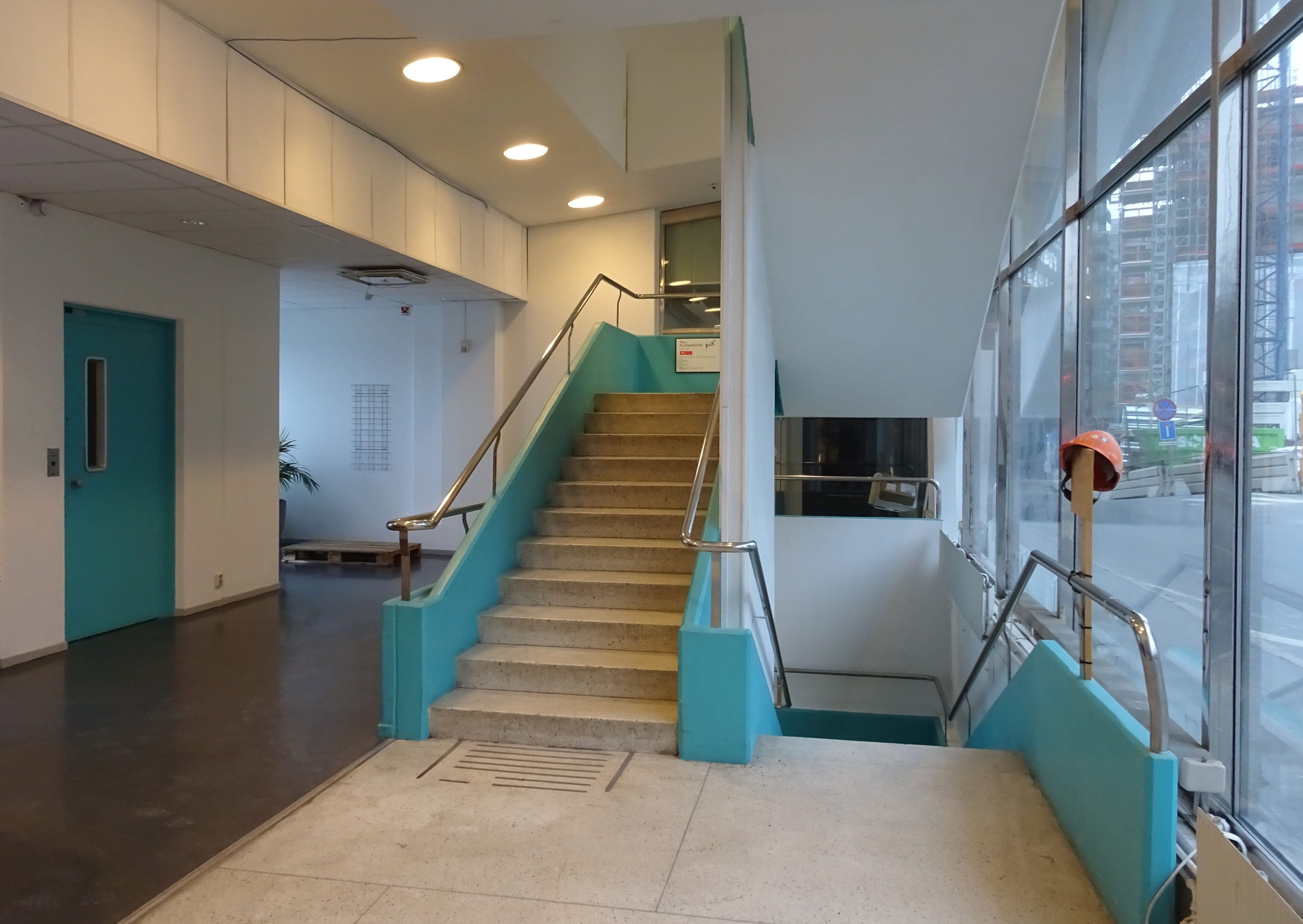
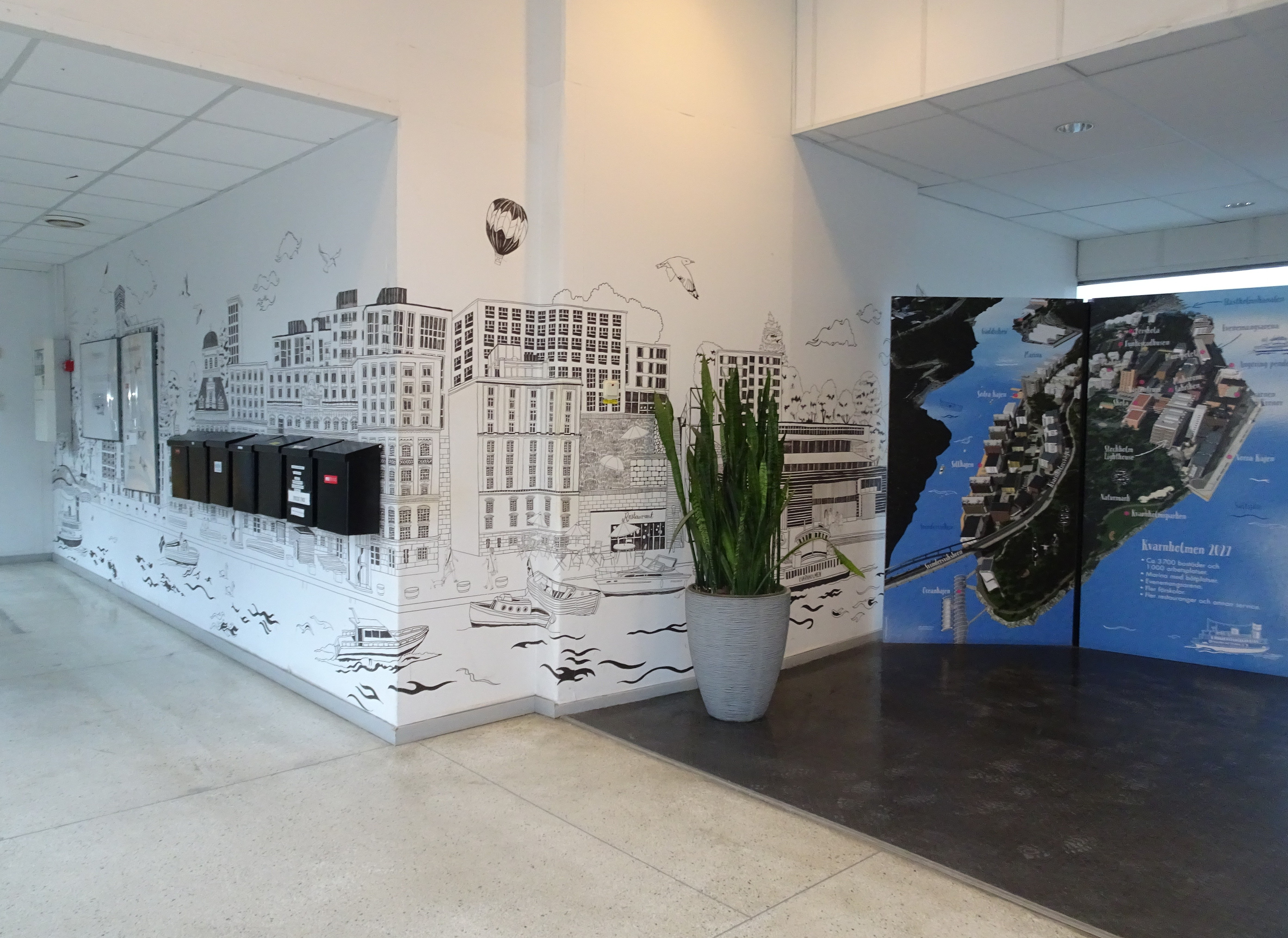
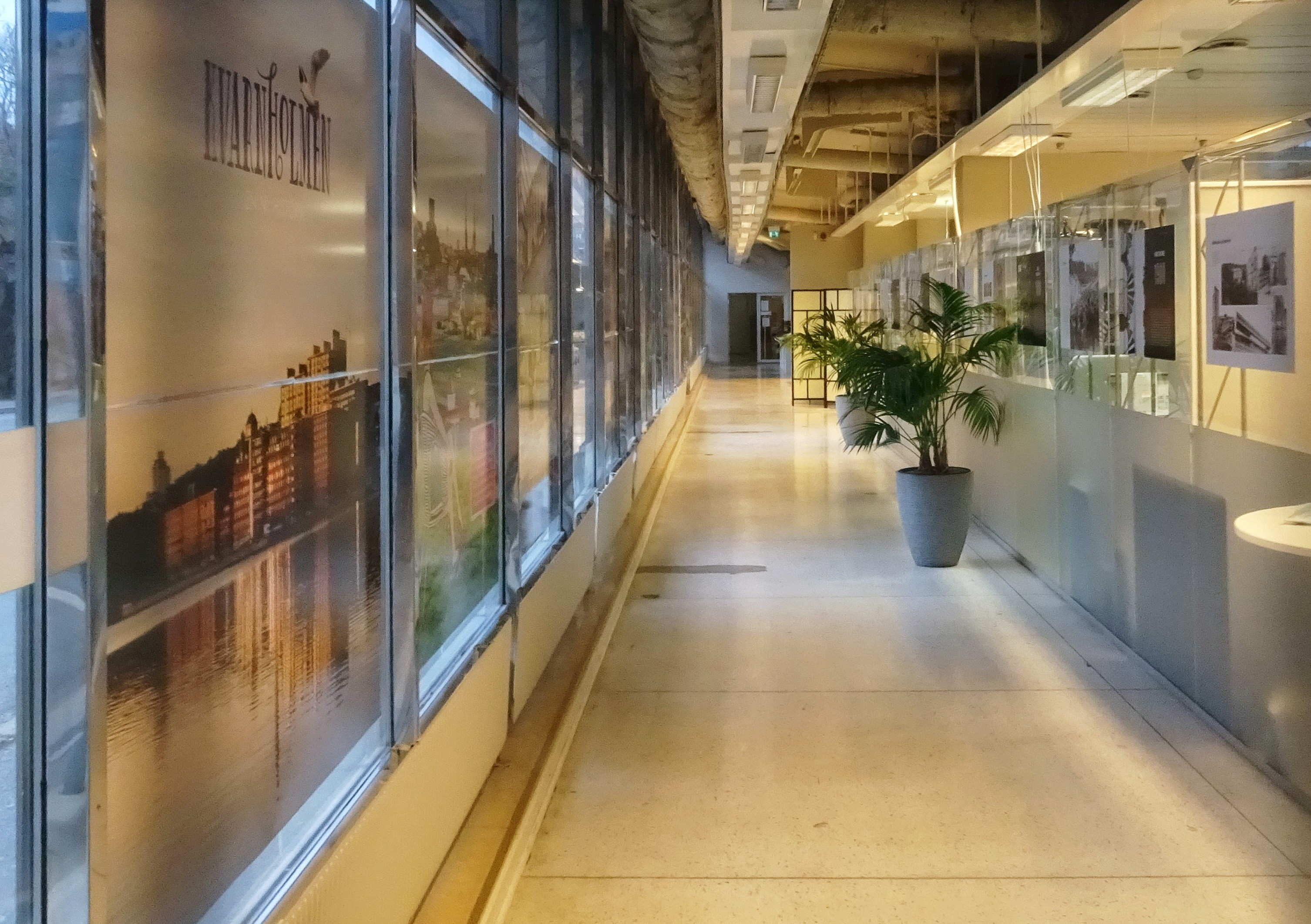
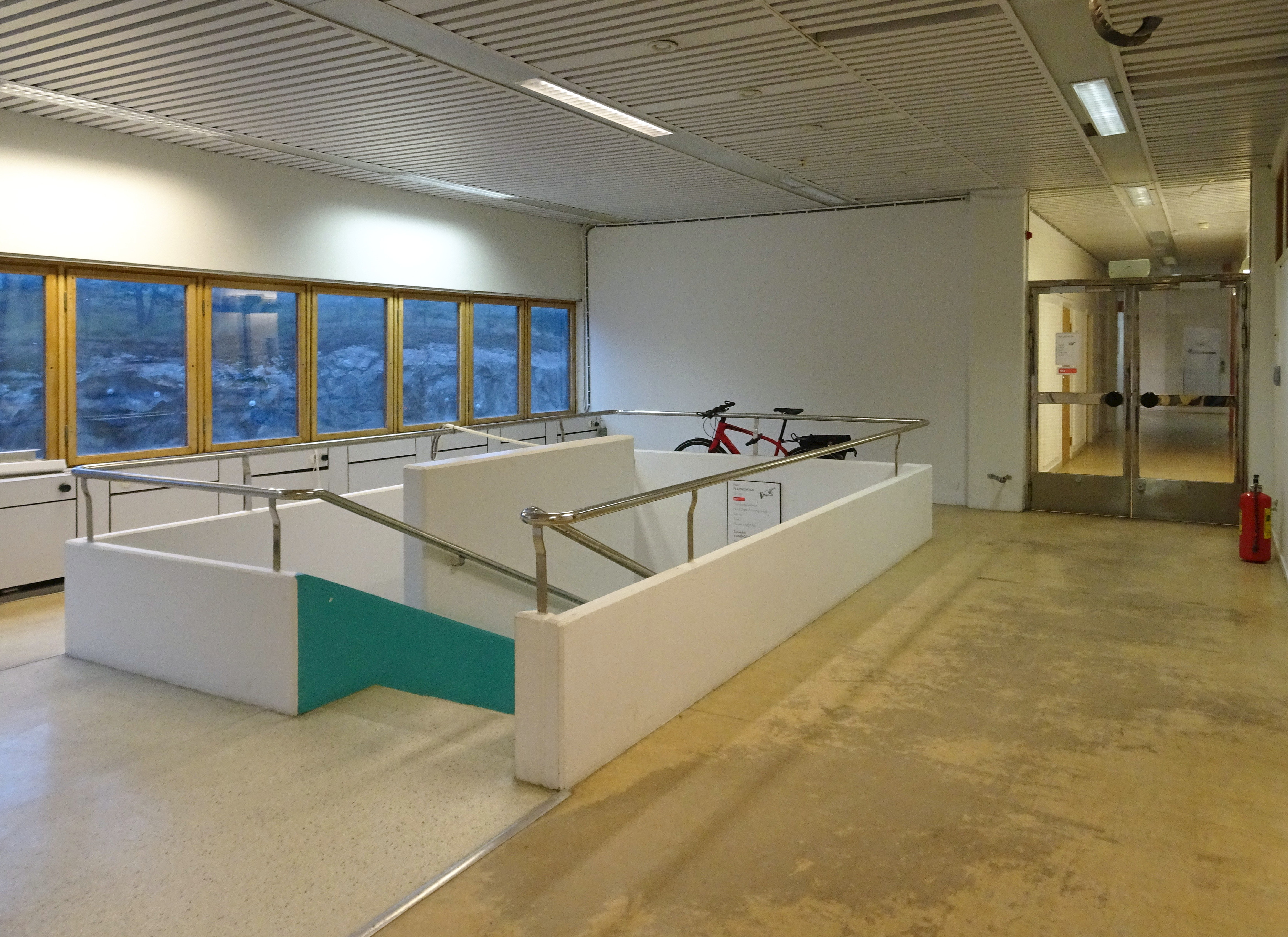